# Colobocentrotus
A Colobocentrotus a tengerisünök (Echinoidea) osztályának Camarodonta rendjébe, ezen belül az Echinometridae családjába tartozó nem.

## Rendszerezés
A nembe az alábbi 2 alnem és 3 faj tartozik:
- Colobocentrotus (Colobocentrotus) Brandt, 1835
  - Colobocentrotus mertensii Brandt, 1835 - típusfaj
- Colobocentrotus (Podophora) Agassiz, 1840
  - Colobocentrotus atratus (Linnaeus, 1758)
  - Colobocentrotus pedifer (Blainville, 1825)